# Carrie Derick
Carrie Derick, född 1862, död 1941, var en kanadensisk botaniker. Hon blev 1912 Kanadas första kvinnliga professor, och grundade det genetiska fakulteten vid McGill University. 